# Eois nubifera
Eois nubifera là một loài bướm đêm trong họ Geometridae.